# 進藤大典
進藤 大典（しんどう だいすけ、1980年7月3日 - ）は、[実業家、ゴルフ解説者]。京都府出身。
・アース製薬所属・PUMA COBRAゴルフアンバサダー
明徳義塾高校、東北福祉大学卒業。2013年から6年間松山英樹の専属キャディとしてアメリカを拠点に活動。
世界ランキング２位まで上り詰め、日本代表キャディとなる。
2017年には霞ヶ関ゴルフクラブにて行われたトランプ大統領、安倍総理、松山英樹との外交ラウンドにキャディとして日本人初となる外交をサポートした。
現在は解説業、執筆活動、講演、TV、YouTube番組出演などメディア業の他、ミュアフィールドヴィレッジ株式会社代表取締役としてスポーツマネージメント業など幅広く活躍している。
また世界に羽ばたく次世代に向けてジュニア育成活動もしており、小学生、中学生、高校生が参加出来る進藤大典ジュニアトーナメントsupport by ANAを毎年開催している。

## 経歴
1995年 転校先の明徳義塾中学でゴルフ部に入部し、ゴルフを始める。
1999年  卒業生である星野英正に憧れ、東北福祉大学に入学。同年夏に同級生のプロゴルファー・宮里優作(プロゴルファー・宮里藍の兄)から誘われ、キャディを始める。
2003年 ソニーオープンにて宮里優作のプロデビュー戦から専属プロキャディーとなる。
3月に東北福祉大学卒業。　同大学同級生には他にプロゴルファー・岩田寛がいる。
2006年 谷原秀人専属としてツアー参戦。JCBクラシックで谷原秀人のバックを担ぎキャディーとして、初優勝をあげる。
次戦のマンダムルシードよみうりオープン(現・よみうりオープンゴルフトーナメント)にて2試合連続優勝を増田伸洋のキャディとして達成する。
全英オープンで5位タイ。サン・クロレラクラシックで優勝。
この年谷原秀人最高位の賞金ランキング2位となる。
2007年　谷原秀人とともにマスターズ初出場。フジサンケイクラシック優勝。
2008年　マンシングウェアオープン優勝　パナソニックオープン優勝
2009年　片山晋呉の専属プロキャディになる
2011年　岩田寛、佐伯三貴、上田桃子、北田瑠衣のキャディを担ぐ
2012年　浅地洋佑、佐伯三貴、上田桃子のキャディを担ぐ
2013年　松山英樹 2月 タイのアマタスプリンスグスにて全英オープン予選会で2位の成績として、全英オープン出場権を得る キャディーとしてサポート。
プロキャディとして同大学の松山英樹と契約を結ぶ。
プロデビュー前から、松山から進藤に専属キャディーオファーをし、進藤は松山のプロデビューを待っていた。
4月東建ホームメイトカップでのプロデビュー戦から専属キャディを務める。
同年、松山英樹はプロデビュー初年度ながら、つるやオープンゴルフトーナメント、ダイヤモンドカップゴルフ、フジサンケイクラシック、カシオワールドオープンゴルフトーナメントで優勝し、計4勝を挙げて賞金王に輝いた。
2014年　松山英樹がトヨタ自動車と所属契約を結ぶ。LEXUS所属。
6月12日より、松山英樹の所属するLEXUS（トヨタ自動車）の公式サイトにキャディブログを連載中。
2016年　松山英樹がHSBCチャンピオンズでWGCシリーズでアジア人初の優勝。米国男子ツアーのポストシーズンに行われたキャディ対抗戦である「ワールド・キャディ・マッチ」の第1回大会では日本から唯一出場。

## 過去にキャディを務めたプロゴルファー
- 宮里優作
- 谷原秀人
- 片山晋呉
- 岩田寛
- 増田伸洋
- 佐伯三貴
- 上田桃子
- 北田瑠衣
- 浅地洋佑

## 現在のスポンサー契約
- アイダ設計
- タカミクリニック
- LEXUS
- TANIUM
- UUUM株式会社
- 相互物産株式会社
- PUMAアンバサダー

## 専属である松山英樹選手の戦績
2013年
- つるやオープンゴルフトーナメント 優勝
- ダイヤモンドカップゴルフ 優勝
- 全米オープン 10位（日本人最高順位）
- 全英オープン 6位（日本人最高順位）
- フジサンケイクラシック 優勝
- プレジデンツカップ 出場
- カシオワールドオープンゴルフトーナメント 優勝

2014年
- メモリアル・トーナメント 優勝
- PGAツアー初優勝 (日本人選手の米ツアー制覇は、4人目で。当時22歳で最年少優勝）
- ダンロップフェニックストーナメント 優勝

2016年
- フェニックス・オープン 優勝（PGAツアー2勝目）
- 日本オープンゴルフ選手権競技 優勝（国内メジャー初優勝）
- CIMBクラシック 2位
- HSBCチャンピオンズ 優勝（世界ゴルフ選手権初優勝、PGAツアー3勝目）
- 三井住友VISA太平洋マスターズ 優勝
- ヒーロー・ワールドチャレンジ 優勝

2017年
- トーナメント・オブ・チャンピオンズ 2位
- フェニックス・オープン 優勝（日本人選手初のPGAツアー年間複数勝利、同一大会連覇、PGAツアー4勝目）[21]
- 全米オープン 2位
- ブリヂストン招待選手権 優勝(世界ゴルフ選手権、PGAツアー5勝目)
- 全米プロゴルフ選手権 5位

2013年
【4月25日-4月28日】つるやオープンゴルフトーナメントでは、最終日首位と2打差の2位からスタート。後半15番で首位に並ぶと、上がり4ホール連続バーディーを含む逆転優勝を飾る。プロ転向2戦目での優勝は、1999年のJGTO「日本ゴルフツアー機構」発足後では、従来の5試合を抜きツアー最短記録。JGTO設立以前では、1979年の中四国オープンにプロデビュー戦の重信秀人が、1981年の日本国土計画サマーズでは、松山と同じプロ転向2戦目の倉本昌弘がそれぞれ優勝している。
【5月30日-6月2日】ダイヤモンドカップゴルフ最終日、首位タイからスタートした松山がそのまま何とか逃げ切り、トータル9アンダーまでスコアを伸ばして今季2勝目を挙げた。
【6月13日-6月16日】全米オープンでは10位タイに入り、次年の全米オープン出場権を獲得。
【7月18日-7月21日】初の全英オープン に出場し、6位タイの成績を収めた。3日目にはスロープレーにより1打罰を課せられ物議を醸した。海外メジャーにおいて、二戦連続で10位以内という日本人初の記録を残した。
【9月5日-9月8日】フジサンケイクラシック最終日、4打のリードを持ちながら後続に追いつかれプレーオフに突入。苦しみながらも今季3勝目を手にした。
9月28日、震災復興を支援する基金設立を発表。今後出場する国内外の全試合で、バーディー1つに1万円、イーグル1つに2万円を積み立てる予定。これを被災した子供たちの役に立てたいと考えている。
【10月3日-10月6日】米国選抜vs世界選抜（欧州国籍の選手を除く）による団体戦・プレジデンツカップに出場。世界選抜は10名が世界ランキングの上位から自動的に選出され、松山はアダム・スコット（ オーストラリア）、アーニー・エルス（ 南アフリカ共和国）らに続き6番目での堂々の選出となった。
【11月28日-12月1日】カシオワールドオープンゴルフトーナメントで優勝し、今季4勝目を達成した。史上初のツアー参戦初年度（ルーキーイヤー）での賞金王を確定。史上3人目の2億円プレーヤーとなった。プロデビューから16試合（海外メジャー3戦を含む）での獲得賞金2億円突破は、尾崎将司（1994年、96年）と伊澤利光（2001年）を抜いて史上最速。また、新人選手の年間4勝は1981年の倉本昌弘の最多記録に並んだ。
12月9日、2013年度ジャパンゴルフツアー表彰式で史上最多の9冠（最優秀選手賞、賞金ランキング賞、Unisysポイントランキング賞、最優秀新人賞、平均ストローク賞、パーキープ率賞、バーディ率賞、サンドセーブ率賞、ゴルフ記者賞）を受賞した。
2014年
5月29日-6月1日に行われたメモリアル・トーナメントにて、ケビン・ナ（英語版）とのプレーオフを制してPGAツアー初優勝を果たした。 日本人選手の米ツアー制覇は、青木功、丸山茂樹、今田竜二に次いで6年ぶり4人目で、22歳の松山は最年少優勝。
2015年
4月9日-12日に行われた米マスターズ・トーナメントでは、11アンダーで単独5位に入った。
2014-2015シーズンは、PGAツアー賞金ランキング15位（3,758,619ドル）、FedExCupポイントランキング16位（558ポイント）で終えた。
2016年
2月4日-7日に行われたフェニックス・オープンでリッキー・ファウラーとのプレーオフを制し2シーズンぶりPGAツアー2勝目を挙げた。
10月13日-16日に行われた日本オープンゴルフ選手権競技で国内メジャー初優勝を果たした。
10月27日-30日に行われたHSBCチャンピオンズで世界ゴルフ選手権初優勝を果たした。
2017年
2月2日-5日に行われたフェニックス・オープンでウェブ・シンプソン（英語版）とのプレーオフを制し2連覇、PGAツアー4勝目を挙げた。
6月15日-18日に行われた全米オープンで2位タイに入った。
8月3日-6日に行われたブリヂストン招待選手権で世界ゴルフ選手権2勝目、PGAツアー5勝目を挙げた。
11月5日、来日中のトランプ大統領と安倍首相の霞ヶ関カンツリー倶楽部でのゴルフに同伴してプレーした。

## 人物
- 明徳義塾中学・高校時代の同級生に第68代目横綱で現在実業家の朝青龍 明徳がいる。[2]
- キャディを始めたきっかけは大学1年生の夏に宮里優作から『キャディをやってみない？』と言われたこと。[2]
- プロゴルファーの岩田寛とは東北福祉大学時代のチームメイトで今でも親交がある
- 現在バッグを担いでいる松山英樹も東北福祉大学出身であり、後輩にあたる。
- 進藤大典と同じく海外遠征などに帯同するパーソナルトレーナーの飯田光輝と松山英樹の3人で「チーム松山」と呼ばれている。[22]
- 石川遼のキャディ・佐藤賢和は東北福祉大ゴルフ部の同期。
- PGAキャディー同士の交流は、アダムスコット、リッキー・ファウラー、ジェイソン・デイなど海外のトップ選手との親交が深く、インスタグラムやSMSなどで頻繁にやり取りをしている。
- 松山英樹の所属するレクサス（トヨタ自動車）の公式サイトにキャディブログの他に週間パーゴルフ、日刊スポーツで連載を持つ。
- 2017年よりダブルスの新フォーマットで開催される「チューリッヒクラシック・オブ・ニューオリンズ」では松山英樹と組んだ谷原秀人のキャディを務めた。[23]
- 2017年11月5日、松山英樹がドナルド・トランプ米大統領、安倍首相と２０年東京五輪が開かれる東Ｃの１番からの９ホールをラウンドした際には、松山英樹のキャディとして立ち会った。[24]

## 関連作品

### 書籍
ゴルフキャディ 世界で闘うために・・・(2020年　）

### ブログ
LEXUS CADDY BLOG

### 連載
GDO 進藤大典PGAツアー・ヤーデージブック読解

週刊パーゴルフ
https://www.pargolf.co.jp/